# Parilia
Parilia (Palilia) – rzymskie święto obchodzone 21 kwietnia na cześć bóstwa Pales, patronującego pasterzom i ich trzodom.
Początkowo było pradawnym wiejskim świętem ludowym, podczas którego poddawano myciu wszystkie owce, co miało zapobiec zarazom nawiedzającym stada. W późniejszych czasach przeniknęło do samego Rzymu jako obchody dnia narodzin miasta uważanego za datę jego założenia. 

## Obchody
Każda z dzielnic Wiecznego Miasta przygotowywała własne obchody. W ich trakcie rozpalano ogniska, do których wrzucano ofiary, odbywając też rytualne tańce wśród płomieni. Uroczystości, podczas których nie wolno było składać krwawej ofiary, kończyły się wielką wspólną ucztą na wolnej przestrzeni. 
Westalki przygotowywały wtedy rytualną mieszaninę z krwi konia zabitego w ofierze Marsowi w czasie jego świąt czerwcowych oraz z popiołów spalonego wcześniej jagnięcia. Następnie mieszały je z innymi ziołami i paliły. W tym dniu rankiem sprzątano stajnie, domowe bydło pokrapiano wodą źródlaną, a na drzwiach wieszano wieńce. W kuchniach rozpalano na ogień gałązki rozmarynu, oliwek lub drzewa laurowego. Ich głośne trzaskanie w ogniu uważano za pomyślną oznakę. 
Na ofiarę przygotowywano ciasto z prosa i mleka. Wieśniacy składali wobec bóstwa modły, by zapewniło im błogosławieństwo, a pasterzom wybaczyło popełnione winy. Upraszano również dla trzody o czystą i zdrową wodę, dobrą paszę oraz o odwrócenie od niej jakiejkolwiek zarazy bądź choroby. Modlitwy powtarzano czterokrotnie, przy czym wypijano mleko zmieszane z winem, a następnie obrzędowo skakano przez płonące snopy słomy.